# نایب‌لی (آق‌دام)
نایب‌لی (ترکی آذربایجانی: Naibly) یک منطقهٔ مسکونی در جمهوری آرتساخ است که در استان آسکران واقع شده‌است.